# João Pombeiro
João Pombeiro (Leiria, 18 de julho de 1979) é um artista visual, animador e realizador português que trabalha em diversas áreas, tais como artes plásticas, televisão, cinema e internet, destacando-se sobretudo pelos seus videoclipes que fundem colagem, vídeo e animação.

## Artes Visuais
Licenciado em Artes Plásticas pela Escola Superior de Artes e Design de Caldas da Rainha, desenvolve projectos em pintura, videoarte e instalação, participando regularmente em exposições em países como Portugal, Espanha, França, Escócia, Itália, Alemanha, Países Baixos, Noruega, Suécia e China.

## Exposições
Exposições Individuais (seleção)
- 2010 - Tonguetwisters & Lovesongs - NOGO Project Room, Lisboa [3]
- 2008 - MEANINGLESSNESS - Galeria Paulo Amaro, Lisboa[4]
- 2007 - Looking for Freedom – Galeria Rosalux, Berlim[5]
- 2005 - AC#7 / DV#1 - Espaço AC, Lisboa[4]
- 2005 - Project Room - Centro de Artes Visuais, Coimbra [6]
- 2004 - Exposição Introspectiva 1997-2004 - Galeria 24b, Oeiras[4]

Exposições Coletivas (seleção)
- 2022 - 10 Artistas Emissores / 10 Artistas Receptores - Centro Cívico, Leiria [7]
- 2021 - 2D/3D Creating Illusion - Mala Voadora, Porto [8]
- 2021 - PROFS - Autores Contemporâneos nos 30 anos da ESAD - CCC, Caldas da Rainha [9]
- 2020 - Trabalho Capital # Greve Geral - Centro de Arte Oliva, São João da Madeira [10]
- 2019 - Arte em Movimento - Videoarte de Portugal - Macau Grand Lisboa, Macau [11]
- 2019 - Wait - Museu Coleção Berardo, Lisboa [12]
- 2012 - O Peso e a Ideia - Plataforma Revólver, Lisboa [13]
- 2012 - A Very Short Introduction to Nothing - sv:Skånes Konstförening, Malmo [14]
- 2012 - Melhor Futuro 1.0 - Laboratório das Artes, Guimarães [15]
- 2011 - Museu Bernardo: Coleção e Mais -  Centro de Artes de Sines, Sines
- 2011 - Fita Cola & Co - Atelier Open, Amesterdão [16]
- 2011 - Eu podia fazer isto - Galeria do IPA, Lisboa [17]
- 2009 - The Cinematic  - Threshold Art Space, Perth [18]
- 2009 - Enganar a Fome - Espaço Avenida, Lisboa [19]
- 2009 - A Escolha da Crítica - Plataforma Revólver, Lisboa [20]
- 2007 - Festival Internacional de Arte e Cultura Portuguesas, Berlim [21]
- 2007 - 25 Frames por Segundo - Cinema S. Jorge, Lisboa
- 2006 - Arquivar Tormentas - Centro Galego de Arte Contemporânea, Santiago de Compostela [22]
- 2005 - VideoEvento - Academia Internacional de Estudos de Arte e Média, Turim [23]
- 2004 - Oh Dear! - Galeria ZDB, Lisboa [24]
- 2004 - Hollywood Revisité - Indymedia, Nice
- 2004 - PØRTUGÅL 30 artists under 40 - Stenersen Museum, Oslo
- 2002 - Expect the World Moi Non plus - Museu do Chiado, Lisboa / Sparwasser HQ, Berlim [2]

## Coleções
- Coleção Centro Galego de Arte Contemporânea, Santiago de Compostela
- Coleção da Fundação PLMJ, Lisboa;

## Humor
A dimensão humorística é transversal a grande parte da sua obra, quer seja a título individual ou em projetos desenvolvidos em parceria. Existem vários exemplos disso:
Escreveu, protagonizou e realizou, em colaboração com Hugo Guerra, o filme O Escritório, que foi exibido em diversos festivais e recebeu o Prémio do Público e Menção Honrosa no festival Ovarvídeo 2002.
Foi realizador e co-argumentista de diversos episódios da primeira websérie portuguesa Há Vida em Markl, da autoria de Nuno Markl.
Em 2007 co-fundou, com João Moreira e Pedro Santo, o colectivo GANA (Guionistas e Argumentistas Não-Alinhados), onde assumiu o papel de realizador, argumentista, animador e editor. Dos inúmeros projectos humorísticos para televisão, rádio e internet desenvolvidos por este colectivo, destaca-se a criação da personagem Bruno Aleixo ou séries como Os Conselhos que Vos Deixo, O Programa do Aleixo, Aleixo na Escola, Busto no Emprego, Aleixo no Brasil, O Homem do Bussaco, entre outras.
Em 2015, integrou o projecto Uma Nêspera no Cu de Bruno Nogueira, Nuno Markl e Filipe Melo, no qual realizou duas temporadas da websérie no Youtube e os espetáculos ao vivo Uma Nêspera no Coliseu e Uma Nêspera no Cu - O Musical, que aconteceram no Coliseu de Lisboa e no Coliseu do Porto.

## Vídeos Musicais
Nos últimos anos, tem colaborado com diversos artistas musicais nacionais e internacionais, entres os quais Luísa Sobral, Cave Story, Nadia Schilling, Surma, Nightmares on Wax, The Legendary Tigerman, Sérgio Godinho, Lance Skiiiwalker, Xutos & Pontapés e U2 realizando vídeos que têm sido destacados em diversas publicações como a Vice, Boooooom e Colossal, e em festivais de cinema internacionais.

## Filmografia
- 2023 - U2 - Songs of Surrender;
- 2022 - Xutos & Pontapés - O Circo de Feras ao vivo;
- 2022 - Lance Skiiiwalker - Chicago;
- 2022 - Vários Artistas x Sérgio Godinho - SG GIGANTE;
- 2021 - The Legendary Tigerman - Fix of Rock n' Roll Tour;
- 2019 - Surma - Wanna Be Basquiat,;
- 2019 - A Nêspera;
- 2019 - Nadia Schilling - Green Leaves;
- 2019 - Nightmares on Wax - Look Up;
- 2018 - Nadia Schilling - Bad As Me;
- 2018 - Você Conhece a História da Casa Granado?;
- 2017 - Nadia Schilling - Somewhere Above the Trees;
- 2017 - Nightmares on Wax- Back To Nature;
- 2017 - Nadia Schilling - Kite;
- 2016 - Cave Story - Trying Not to Try;
- 2016 - Cave Story - Body of Work;
- 2015 - Cave Story - Southern Hype;
- 2014 - Loopooloo - Lovely Mongol;
- 2013 - The Magellean League;
- 2012 - Filipe Melo & Luiza Dedisin - Concertino for 2 Pianos;
- 2011 - Luísa Sobral - Xico;
- 2006- International Intrigue;
- 2002 - Schizo;
- 2002 - Park;
- 2002 - A Luva;
- 2001 - O Escritório;
- 2001 - Caldas Late Night;
- 1999 - Interview;

## Prémios e Reconhecimentos

### Chicago
- Best Music Video - The Continental Tokyo Edition, Japão;[42]
- Best Music Video - San Diego International Film Awards, EUA;[43]
- Best Music Video - Washington Film Awards, EUA;[44]
- Best Music Video - Cannes Indie Festival, França, 2022;[45]
- Music Video Award - Hamburg Indie Festival, Alemanha, 2022;
- Best Music Video - Sicily Art Cinema Festival, Itália, 2022;
- Best Music Video - San Diego Shorts, E.U.A., 2022.[43]
- Honorable Mention - Dubai Film Festival, UAE;
- Honorable Mention - International Cosmopolitan Film Festival of Tokyo, Japão;

### Wanna Be Basquiat
- Best Music Video - Retro Avantgarde Film Festival, NY, EUA, 2021;[46]
- Best Animation - Bucharest Film Awards, Roménia, 2020;
- Best Music Video - Aasha International Film Festival, 2020;[47]
- Best Videoclip - Bit Bang Fest, Argentina, 2020.[48]

### Back To Nature
- Best Music Video - Cairo Retro Avantgarde Film Festival, Egipto, 2020;[49]
- Best Music Video - Short Film Breaks Festival, Roménia, 2018;[50]
- Melhor Vídeo Musical - 26º Festival Curtas Vila do Conde, Portugal, 2018;[51]
- Best Music Video - Napoli Film Festival, Itália, 2018;
- Honorable Mention - Arica Nativa Rural Film Festival, Chile, 2018.[52]

### Kite
- Best Music Animation - Indie For You Film Festival, EUA, 2021;[53]
- Special Mention - Bucharest Film Awards, Roménia, 2020;[54]
- Best Music Video - Bucharest ShortCut CineFest, Roménia, 2020;[54]
- Best International Music Video - Venice Shorts Film Festival, EUA, 2020;[54]
- Best Music Video - FESTPRO Film Festival, Rússia, 2019;[55]
- Best Music Video - London Super Shorts Film Festival, UK, 2019;
- Miglior Videoclip - Militello Independent Film Fest, Itália, 2018;[56]
- Best Music Video - KRAF International Short Film Fest, Croácia, 2017;
- Best New Media - White Whale Narrative Film Festival, EUA, 2017;
- Best Music Video - Frames Film Festival, Índia, 2017.[57]

### O Escritório
- Prémio do Público - Ovarvídeo, Portugal, 2002;[25]
- Menção Honrosa do Júri - Ovarvídeo, Portugal, 2002.[25]